# Anthony Mackie
Anthony Dwane Mackie (New Orleans, 23 settembre 1978) è un attore statunitense.
È noto per aver interpretato Sam Wilson / Capitan America nel Marvel Cinematic Universe (MCU).

## Biografia
Nato in Louisiana, dopo il diploma intraprende un programma di recitazione presso la "North Carolina School of the Arts", successivamente frequenta il "New Orleans Center for Creative Arts" ed infine si laurea presso la Juilliard School. Inizia a lavorare in teatro, portando in scena diverse commedie teatrali, fino a vincere, nel 2002, un Obie Award.
Al cinema, debutta nel 2002 nel film di Curtis Hanson 8 Mile, nel 2004 recita nel film indipendente Brother to Brother, per il quale viene candidato ad un Independent Spirit Awards e un Gotham Awards. Sempre nel 2004 prende parte ai film The Manchurian Candidate di Jonathan Demme, Lei mi odia di Spike Lee e Million Dollar Baby di Clint Eastwood.
Nel 2008 ottiene ruoli nei film The Hurt Locker e Eagle Eye. Ha interpretato il rapper Tupac Shakur in Notorious B.I.G., film sulla vita del rapper The Notorious B.I.G.
A partire dal 2014 prende parte alla saga cinematografica del Marvel Cinematic Universe, nel film Captain America: The Winter Soldier, interpretando il supereroe Sam Wilson / Falcon / Captain America, ruolo che riprende nei Avengers: Age of Ultron (2015), Ant-Man (2015), Captain America: Civil War (2016), Avengers: Infinity War (2018), Avengers: Endgame (2019) e Captain America: Brave New World (2025), e nella miniserie televisiva The Falcon and the Winter Soldier (2021).
Dal 2023 è protagonista e produttore esecutivo della serie PlayStation Productions Twisted Metal distribuita da Peacock.

### Vita privata
Nel 2014 Mackie si è sposato con la fidanzata di lunga data Sheletta Chapital. Hanno divorziato nel 2018. La coppia ha avuto 4 figli.

## Filmografia

### Attore

#### Cinema
- 8 Mile, regia di Curtis Hanson (2002)
- Hollywood Homicide, regia di Ron Shelton (2003)
- Brother to Brother, regia di Rodney Evans (2004)
- The Manchurian Candidate, regia di Jonathan Demme (2004)
- Lei mi odia (She Hate Me), regia di Spike Lee (2004)
- Haven, regia di Frank E. Flowers (2004)
- Million Dollar Baby, regia di Clint Eastwood (2004)
- The Man - La talpa (The Man), regia di Les Mayfield (2005)
- Il colore del crimine (Freedomland), regia di Joe Roth (2006)
- Half Nelson, regia di Ryan Fleck (2006)
- Heavens Fall, regia di Terry Green (2006)
- Crossover, regia di Preston A. Whitmore II (2006)
- We Are Marshall, regia di McG (2006)
- Ascension Day, regia di Akosua Busia (2007)
- The Hurt Locker, regia di Kathryn Bigelow (2008)
- Eagle Eye, regia di D. J. Caruso (2008)
- Fiore del deserto (Desert Flower), regia di Sherry Hormann (2009)
- Notorious B.I.G. (Notorious), regia di George Tillman Jr. (2009)
- Night Catches Us, regia di Tanya Hamilton (2010)
- I guardiani del destino (The Adjustment Bureau), regia di George Nolfi (2011)
- Real Steel, regia di Shawn Levy (2011)
- (S)Ex List (What's Your Number?), regia di Mark Mylod (2011)
- 10 Years, regia di Jamie Linden (2011)
- 40 carati (Man on a Ledge), regia di Asger Leth (2012)
- La leggenda del cacciatore di vampiri (Abraham Lincoln: Vampire Hunter), regia di Timur Bekmambetov (2012)
- Gangster Squad, regia di Ruben Fleischer (2012)
- Pain & Gain - Muscoli e denaro (Pain & Gain), regia di Michael Bay (2013)
- Runner, Runner, regia di Brad Furman (2013)
- Il quinto potere (The Fifth Estate), regia di Bill Condon (2013)
- The Inevitable Defeat of Mister and Pete, regia di George Tillman Jr. (2013)
- Repentance - Troppo tardi (Repentance), regia di Philippe Caland (2013)
- Captain America: The Winter Soldier, regia di Anthony e Joe Russo (2014)
- Playing It Cool, regia di Justin Reardon (2014)
- Shelter, regia di Paul Bettany (2014)
- Black or White, regia di Mike Binder (2014)
- Avengers: Age of Ultron, regia di Joss Whedon (2015)
- Ant-Man, regia di Peyton Reed (2015)
- All'ultimo voto (Our Brand is Crisis), regia di David Gordon Green (2015)
- Natale all'improvviso (Love the Coopers), regia di Jessie Nelson (2015)
- Sballati per le feste! (The Night Before), regia di Jonathan Levine (2015)
- Codice 999 (Triple 9), regia di John Hillcoat (2016)
- Captain America: Civil War, regia di Anthony e Joe Russo (2016)
- Detroit, regia di Kathryn Bigelow (2017)
- Avengers: Infinity War, regia di Anthony e Joe Russo (2018)
- Il coraggio della verità - The Hate U Give (The Hate U Give), regia di George Tillman Jr. (2018)
- Miss Bala - Sola contro tutti (Miss Bala), regia di Catherine Hardwicke (2019)
- Avengers: Endgame, regia di Anthony e Joe Russo (2019)
- Io, regia di Jonathan Helpert (2019)
- Point Blank - Conto alla rovescia (Point Blank), regia di Joe Lynch (2019)
- Seberg - Nel mirino (Seberg), regia di Benedict Andrews (2019)
- Synchronic, regia di Justin Benson e Aaron Moorhead (2019)
- The Banker, regia di George Nolfi (2020)
- Outside the Wire, regia di Mikael Håfström (2021)
- La donna alla finestra (The Woman in the Window), regia di Joe Wright (2021)
- Un fantasma in casa (We Have a Ghost), regia di Christopher Landon (2023)
- Ghosted, regia di Dexter Fletcher (2023)
- If You Were the Last, regia di Kristian Mercado (2024)
- Captain America: Brave New World, regia di Julius Onah (2025)

#### Televisione
- As If – serie TV, episodio 1x7 (2002)
- Law & Order: Criminal Intent – serie TV, episodio 3x5 (2003)
- Sucker Free City, regia di Spike Lee – film TV (2004)
- All the Way, regia di Jay Roach – film TV (2016)
- Black Mirror – serie TV, episodio 5x01 (2019)
- Altered Carbon – serie TV, 8 episodi (2020)
- The Falcon and the Winter Soldier, regia di Kari Skogland – miniserie TV (2021)
- Assolo (Solos), regia di David Weil, Sam Taylor-Johnson, Zach Braff e Tiffany Johnson – miniserie TV, puntata 2 (2021)
- Rennervations – docudrama TV, puntata 3 (2023)
- Twisted Metal – serie TV (2023-in corso)
- The Studio - serie TV, episodio 1x3 (2025)

### Produttore
- Io, regia di Jonathan Helpert (2019)
- The Banker, regia di George Nolfi (2020)
- Outside the Wire, regia di Mikael Håfström (2021)

### Doppiatore
- Animals – serie animata, 2 episodi (2018)
- What If...? - serie animata (2024)
- The Electric State, regia di Anthony e Joe Russo (2025)

## Teatro (parziale)
- Ma Rainey's Black Bottom di August Wilson, regia di Marion McClinton. Bernard B. Jacobs Theatre di Broadway (2003)
- Drowning Crow di Regina Taylor, regia di Mation McClinton. Samuel J. Friedman Theatre di Broadway (2004)
- A Behanding in Spokane di Martin McDonagh, regia di John Crowley. Gerald Schoenfeld Theatre di Broadway (2010)

## Riconoscimenti
- Screen Actors Guild Award
  - 2009 – Candidatura come miglior cast per The Hurt Locker
- AAFCA Awards
  - 2009 – Miglior attore non protagonista per The Hurt Locker
- Black Reel Awards
  - 2004 – Candidatura come miglior artista emergente per Lei mi odia
  - 2006 – Candidatura come miglior attore in un film TV o serie per Sucker Free City
  - 2010 – Miglior attore non protagonista per The Hurt Locker
  - 2011 – Miglior attore protagonista per Night Catches Us
  - 2011 – Candidatura come miglior cast per Night Catches Us
  - 2012 – Candidatura come miglior attore non protagonista per I guardiani del destino
- Gotham Independent Film Awards
  - 2004 – Candidatura come miglior artista emergente per Brother to Brother
  - 2009 – Miglior cast per The Hurt Locker
- Independent Spirit Award
  - 2005 – Candidatura come miglior performance di debutto per Brother to Brother
  - 2009 – Candidatura come miglior attore non protagonista per The Hurt Locker
- MTV Movie & TV Awards
  - 2021 – Miglior coppia per The Falcon and the Winter Soldier (con Sebastian Stan)[6]
  - 2021 – Miglior eroe per The Falcon and the Winter Soldier

- Online Film Critics Society Award
  - 2009 – Candidatura come miglior attore non protagonista per The Hurt Locker
- NAACP Image Award
  - 2009 – Candidatura come miglior attore non protagonista per The Hurt Locker
  - 2011 – Candidatura come miglior attore protagonista per Night Catches Us
  - 2012 – Candidatura come miglior attore non protagonista per I guardiani del destino
- Saturn Award
  - 2015 –  Candidatura come miglior attore non protagonista per Captain America: The Winter Soldier[7]
- Teen Choice Award
  - 2014 – Candidatura come miglior attore in una scena stealer per Captain America: The Winter Soldier[8]
  - 2016 – Candidatura come miglior intesa in un film per Captain America: Civil War (con Chris Evans, Sebastian Stan, Elizabeth Olsen e Jeremy Renner)[9]
- Washington D.C. Area Film Critics Association
  - 2009 – Candidatura come miglior attore non protagonista per The Hurt Locker
  - 2009 – Miglior cast per The Hurt Locker

## Doppiatori italiani
Nelle versioni in italiano delle opere in cui ha recitato, Anthony Mackie è stato doppiato da:
- Nanni Baldini in 10 Years, Captain America: The Winter Soldier, Avengers: Age of Ultron, Ant-Man, Natale all'improvviso, Captain America: Civil War, Avengers: Infinity War, Altered Carbon, Avengers: Endgame, Io, Point Blank - Conto alla rovescia, Synchronic, The Banker, Outside the Wire, La donna alla finestra, The Falcon and the Winter Soldier, Assolo, Un fantasma in casa, Ghosted, Twisted Metal, Captain America: Brave New World
- Andrea Lavagnino in Haven, Half Nelson, La leggenda del cacciatore di vampiri, Pain & Gain - Muscoli e denaro
- Fabrizio Vidale in I guardiani del destino, 40 carati, All'ultimo voto
- Stefano Crescentini in Il colore del crimine, Notorious B.I.G., Black Mirror
- Andrea Mete in Gangster Squad, Detroit, The Studio
- Marco De Risi in The Manchurian Candidate, We Are Marshall
- Roberto Gammino in Sucker Free City, Sballati per le feste
- Simone Mori in The Man - La talpa, Eagle Eye
- Gabriele Sabatini in Real Steel, Miss Bala - Sola contro tutti
- Gianfranco Miranda in (S)Ex List, All the Way
- Riccardo Scarafoni in Codice 999, Seberg - Nel mirino
- Simone D'Andrea in Law & Order: Criminal Intent
- Fabio Boccanera in 8 Mile
- Loris Loddi in Lei mi odia
- Riccardo Niseem Onorato in Million Dollar Baby
- Gianluca Tusco in The Hurt Locker
- Federico Di Pofi in Fiore del deserto
- Christian Iansante in Runner, Runner
- Alessandro Quarta in Il quinto potere
- Fabrizio Manfredi in Repentance - Troppo tardi
- Mattia Bressan in Playing it Cool
- Massimo De Ambrosis in Black or White

Da doppiatore è sostituito da:
- Nanni Baldini in Animals, What If...?, The Electric State